# Comcereal Tulcea
Comcereal Tulcea este o companie cu activități în domeniul agriculturii din România.
Acționarul majoritar al Comcereal Tulcea este compania Argus Constanța, cu o participație de 66,75%, în timp ce SIF Moldova deține 24,67% din titluri, iar AVAS, 2,42% din acțiuni.
Cifra de afaceri în 2007: 7,8 milioane lei (2,34 milioane euro)